# Сливиці
Сливиці (словен. Slivice) — поселення в общині Церкниця, Регіон Нотрансько-крашка, Словенія. Висота над рівнем моря: 521,3 м.